# Chicago Wolves

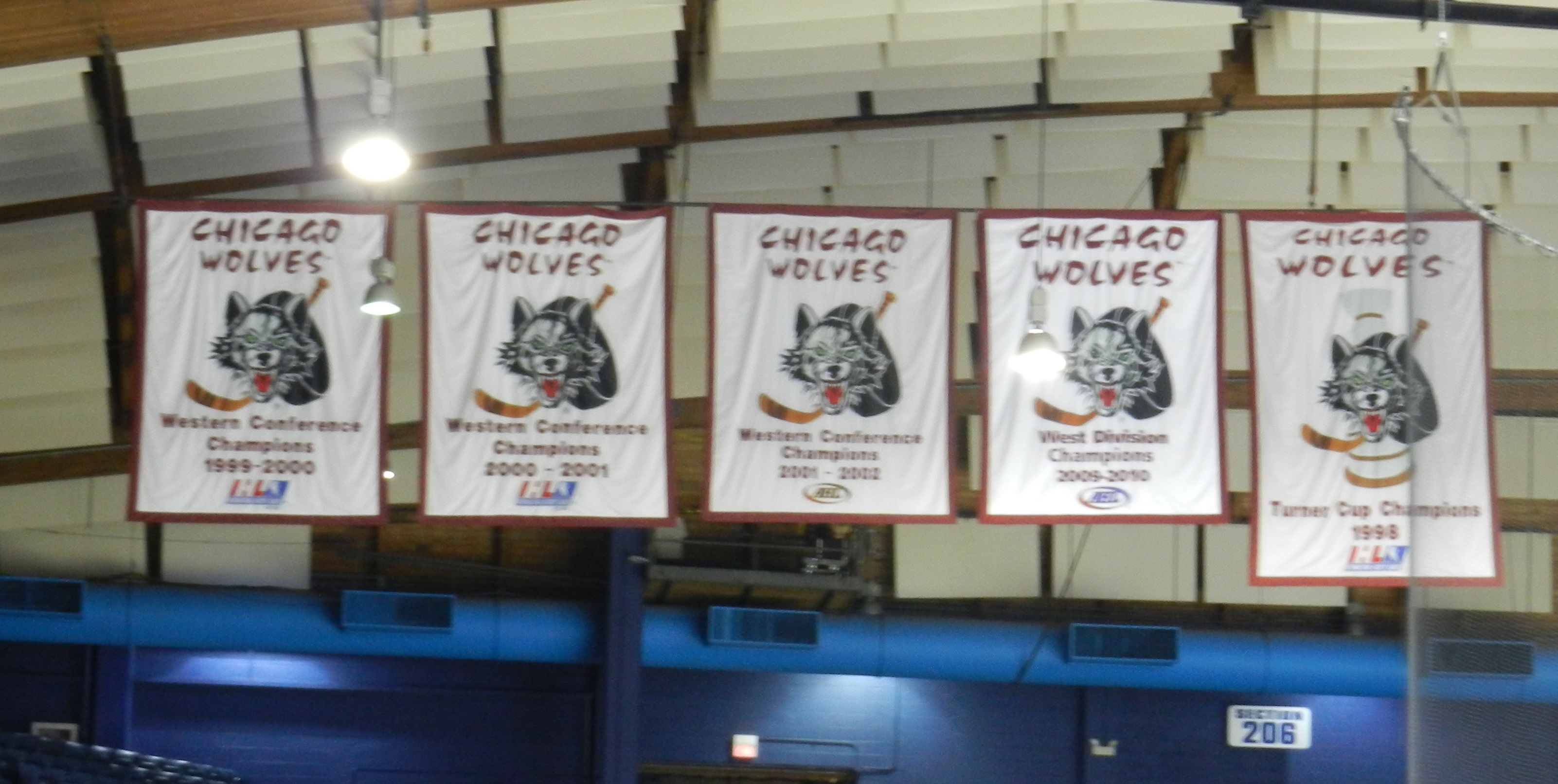
sztandar Chicago Wolves

Chicago Wolves – amerykański klub hokejowy z siedzibą w Rosemont. Założony został w roku 1994. Występuje w American Hockey League.
W latach 2001–2011 klub był filią zespołu NHL, Atlanta Thrashers. Po jego rozwiązaniu od 2011 roku jest zespołem farmerskim dla Vancouver Canucks.

## Sukcesy
- Mistrzostwo w sezonie regularnym IHL: 2000
- Mistrzostwo dywizji IHL: 1998, 1999, 2000, 2001
- Mistrzostwo konferencji IHL: 1998, 2000, 2001
- Turner Cup – mistrzostwo IHL: 1998, 2000
- Finał o Turner Cup – wicemistrzostwo IHL: 2001
- Mistrzostwo konferencji AHL: 2002, 2005, 2008
- Finał AHL o Pucharu Caldera: 2005
- Puchar Caldera – mistrzostwo AHL: 2002, 2008
- Norman R. „Bud” Poile Trophy: 2008, 2012